# D.J. Humphries
Dierrias J. Humphries Jr. (Charlotte, 28 dicembre 1993) è un giocatore di football americano statunitense che milita nel ruolo di offensive tackle per gli Arizona Cardinals della National Football League (NFL).

## Carriera universitaria
Humphries si iscrisse allìUniversità della Florida nel gennaio 2012. Nel primo anno coi Gators disputò tutte le 12 partite, di cui tre come titolare (contro South Carolina, Missouri e Louisiana–Lafayette) venendo inserito nella formazione ideale dei debuttanti della Southeastern Conference e premiato come Freshman All-America da The Sporting News. L'anno successivo scese in campo nelle prime 7 partite, prima che un infortunio pose fine anzitempo alla sua stagione. Nel 2014 disputò dieci gare, perdendone due per infortunio, decidendo di rinunciare all'ultimo anno nel college football per rendersi eleggibile nel Draft NFL.

## Carriera professionistica

### Arizona Cardinals
Nei giorni precedenti al Draft NFL 2015, NFL.com aveva classificato Humphries come una delle potenziali scelte della seconda metà del primo giro. Il 30 aprile fu selezionato come 24º assoluto dagli Arizona Cardinals.
Nel 2021 Humphries fu convocato per il suo primo Pro Bowl al posto dell'infortunato Tyron Smith.

## Palmarès
- Convocazioni al Pro Bowl: 1

2021